# Jessica Hausner
Jessica Hausner   (Viena, 6 d'octubre de 1972) és una directora de cinema i guionista austríaca.
Va començar a destacar internacionalment el 2001 quan la seva pel·lícula Lovely Rita, el retrat d’una jove que se sent confinada per les restriccions familiars, es va projectar a la secció Un Certain Regard del Festival de Canes de 2001. Tres anys després va tornar a projectar un film al Festival de Canes amb la pel·lícula Hotel. La seva pel·lícula Amour Fou, del 2014, va ser seleccionada per competir a la Un Certain Regard al Festival de Canes de 2014.
Jessica Hausner és filla del pintor vienès Rudolf Hausner, germana de la dissenyadora de vestuari Tanja Hausner i germanastra de l'escenògrafa i pintora Xenia Hausner. Va estudiar a la Filmacademy Vienna. Amb els companys de direcció Barbara Albert i Antonin Svoboda i el director de fotografia Martin Gschlacht, va fundar el 1999 la productora de cinema vienesa coop99. Va ser nomenada membre de l'Acadèmia de les Arts i les Ciències Cinematogràfiques el 2017.
El 2002 va ser membre del jurat del 24è Festival Internacional de Cinema de Moscou. El 2016 va formar part del jurat de la Un Certain Regard del Festival de Canes de 2016.

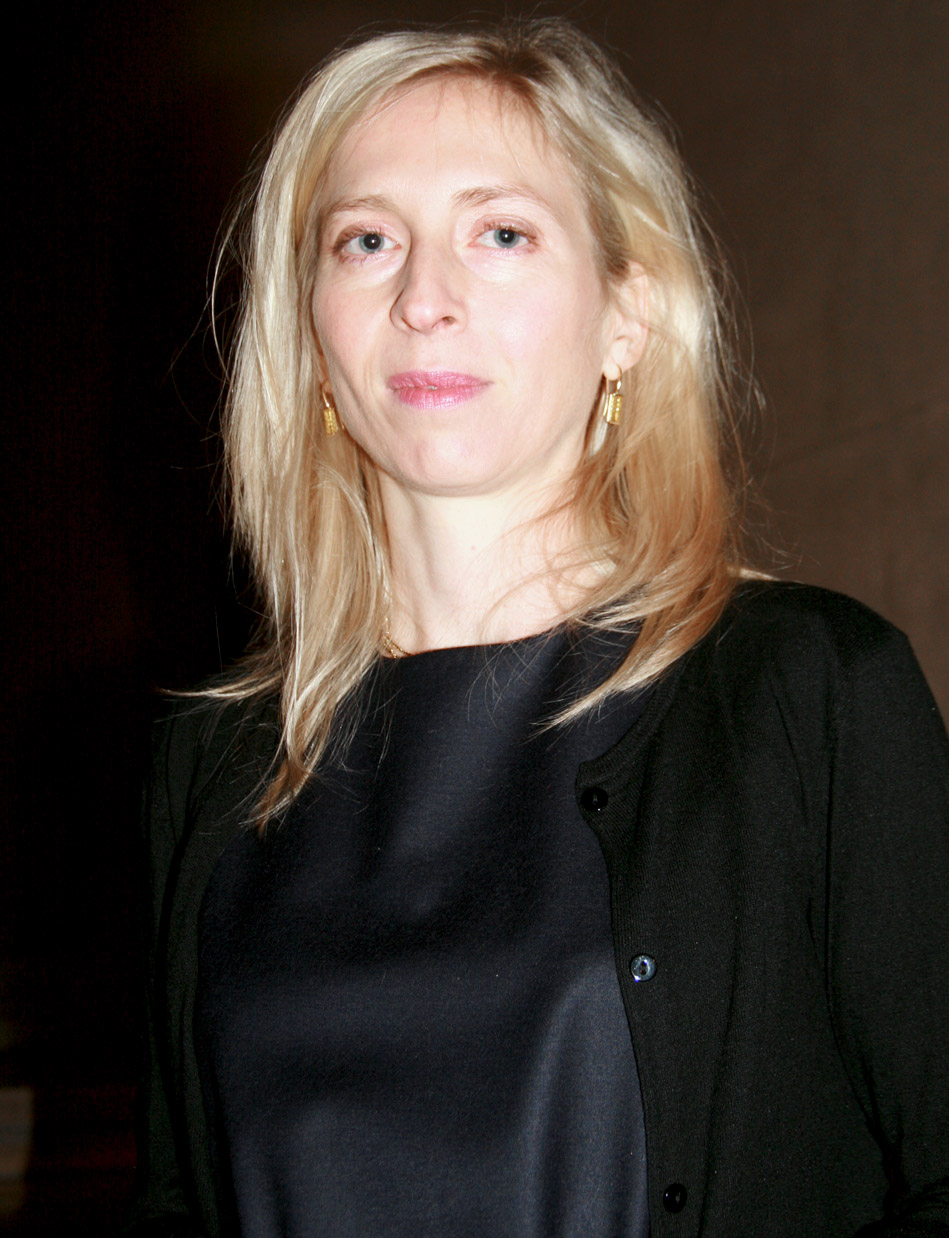
Jessica Hausner el 2012.

## Filmografia
- Flora (curtmetratge, 1995)[7][8]
- Inter-View (1999)[9]
- Lovely Rita (2001)[10]
- Hotel (2004)[11]
- Sleeper (2005)[12]
- Toast (2006)[13]
- Reclaim Your Brain (2007)[14]
- Lourdes (2009)[15]
- Amour Fou (2014)[16]
- Little Joe (2019)[17]